# Kleurenwiezen
Kleurenwiezen is een kaartspel dat met vier personen gespeeld wordt. Het is de voorloper van bridge en een variant van wiezen. Kleurenwiezen is voornamelijk in België gekend, maar wordt ook in andere landen gespeeld.

## Aantal spelers
Kleurenwiezen wordt gewoonlijk met vier spelers gespeeld. Het is echter mogelijk om met vijf of zes spelers te spelen. In dat geval zullen steeds een of twee spelers een deeltje moeten wachten.

## Deler
Elke speler wordt op zijn beurt deler. Hij deelt de kaarten en de speler aan zijn linkerkant mag dan als eerste spreken. Na elk deeltje wordt de volgende speler aan de linkerkant deler. Nadat de kaarten worden gemengd, moet de speler aan de rechterkant afpakken. Daarna worden de 52 kaarten uitgedeeld aan de vier spelers. Ieder speler krijgt eerst 4 kaarten, vervolgens 4 en uiteindelijk 5. Zo heeft iedere speler 13 kaarten.

## Doel van het spel
Het doel van het spel bestaat erin het aantal slagen te halen dat in de voorstellenronde werd bepaald. 
Tijdens een solo of het samengaan, moet men zoveel mogelijk slagen halen en minimaal het aantal voorafbepaalde slagen.
Spelers kunnen tijdens de voorstellenronde ook beslissen om een kleine of grote miserie te spelen. Hierbij moeten ze dan geen enkele slag halen.

## Waarde van de kaarten
In dalende volgorde: aas, koning, dame, boer, tien, enz. tot en met twee.

## Waarde van de kleuren
Van de sterkste tot de zwakste kleur: harten ♥, ruiten ♦, klaveren ♣, schoppen ♠.

## Begin van het spel, de biedingen (of voorstellen)
Eerste rondeElke speler, beginnende met de speler links van de deler, zal op zijn beurt pas-troel of troel aankondigen. Troel is het al dan niet beschikken over exact drie azen in zijn spel. Indien een speler troel heeft, mag men minimum grote miserie aankondigen. Indien niemand hoger kan bieden dan de troel, dan wordt deze gespeeld en de speler met de vierde aas mag de troef bepalen. Indien er geen troel is, dan gaat men verder naar de tweede ronde.
Tweede rondeDe eerste speler naast de deler mag weer als eerste spreken. Hij mag een kleur vragen, wachten of passen. De volgende speler kan dan op zijn beurt iets aankondigen. Indien een speler een kleur gevraagd heeft, dan kunnen de andere spelers (op hun beurt) meegaan met deze kleur. Ze moeten dan op zijn minst 8 slagen kunnen halen. Dit contract mag echter overgeboden worden door de andere spelers. Er moet wel altijd iets hoger geboden worden.
De spellen zonder partner moeten tijdens deze tweede ronde aangekondigd worden: kleine miserie, piccolo, grote miserie, abondance, soloslim.
Derde rondeEen speler die niet gepast heeft of gewacht en van wie de gevraagde kleur niet werd genomen, kan beslissen om een solospel te spelen. Hij zal dan minimum zes slagen alleen moeten kunnen halen. Indien andere spelers een spel aangekondigd hebben, moeten die vervolgens hoger bieden. Dit totdat er nog maar een spel overblijft en de andere spelers gepast hebben.
Als twee spelers die samengaan moeten overbieden op een solo zes, dan moeten ze minimum tien slagen samen halen.

## Definities
AankondigenBij de aankondigings fase kan een speler passen of een spel aankondigen. Hij zal nog meedoen in de biedingsronde.
TroefDe kleur die gekozen werd als troef is steeds sterker dan de kaarten van de andere kleuren.
KopenWanneer een speler geen kaarten meer heeft van de gespeelde kleur, kan hij kopen met een kaart van de kleur van de troef. Hij zal dan deze slag halen.
Wachtenin de biedingsfase mag de eerste speler in de tweede ronde wachten. Hij is de enige die dat mag doen in dat deeltje. Na de 2de biedingsronde mag hij alsnog meegaan met een speler.

## De voorstellen
PassenEen speler die geen goede kaarten heeft, mag passen. Op dat moment mag hij niet meer bieden in de biedingsfase.
VragenTijdens de tweede biedingsronde mogen de spelers een kleur vragen. Deze kleur kan mogelijk de troef worden indien de speler de biedingsronde wint.
SamengaanWanneer een speler een kleur gevraagd heeft, mag een andere speler meegaan. Samen moeten ze dan minimum acht slagen halen indien de overgebleven spelers niet meer bieden. Wanneer er overgeboden wordt, mag enkel de speler die meegegaan is overbieden of passen. Wanneer deze laatste past, dan kan de vrager alsnog een solo aankondigen.
SoloEen speler die een kleur gevraagd heeft, maar waarbij niemand is meegegaan, mag vervolgens solo spelen. Hij zal dan minimaal zes slagen moeten halen als er niet overboden wordt. Als solospeler mag men maximaal tot acht slagen bieden.
Kleine miserieDe speler zal trachten geen enkele slag te halen. Er is geen troef en elke speler mag één kaart weghalen uit zijn spel. Een tweede speler mag eveneens kleine miserie doen. Elke speler speelt voor zich.
PiccoloHier zal de speler exact een slag moeten halen. Er is geen troef.
TroelWanneer een speler over drie (of vier) azen beschikt, moet hij in de eerste ronde troel aankondigen. Indien er geen hoger spel geboden wordt, speelt die speler automatisch samen met de speler met de vierde aas.  De kleur van de vierde aas is automatisch troef bij troel en het team moet minstens 8 slagen halen. Bij troel met vier azen (zgn. "Troela") is harten automatisch troef. De speler met harten heer is dan de medespeler.  De speler die meegaat kan wel de troef nog veranderen. In dat geval moeten ze samen minstens 9 slagen halen.
AbondanceDit voorstel wordt aangekondigd in de tweede ronde. De speler moet dan solo minimaal negen slagen halen in de gekozen kleur. Deze kleur wordt dan troef. Hij mag dan ook als eerste spelen in de kaartronde.
Grote miserieDe speler zal trachten om geen enkele slag te halen op de 13 kaarten. Er is geen troef.
Blote miserieDe speler zal trachten om geen enkele slag te halen op de 13 kaarten en moet de kaarten open en bloot op tafel leggen na de eerste slag. Er is geen troef.
SoloslimDe soloslim moet eveneens in de tweede ronde aangekondigd worden. De speler moet dan solo alle slagen (13) halen. Er is dan geen troef.

## Voorgang van de voorstellen
Van het laagste tot het hoogste voorstel:
1. Samengaan
2. Solo
3. Kleine miserie
4. Piccolo
5. Troel
6. Abondance
7. Grote miserie
8. Blote miserie
9. Soloslim

## Puntenrooster bij het kleurenwiezen
Er bestaan verschillende varianten van het puntenrooster. Volgende puntenrooster werd gehaald uit de online website waar je kunt kleurenwiezen.
De International World Whist Association heeft een officieel reglement en puntenrooster gepubliceerd.
| Spel            | Geslaagd                    | Mislukt            | Mislukt                                  |
| Spel            | Geslaagd                    | Spelers            | Tegenstanders                            |
| --------------- | --------------------------- | ------------------ | ---------------------------------------- |
| Samen 8         | +7, +10, +13, +16, +19, +30 | -10, -13, -16 ...  | +10, +13, +16, ...                       |
| Samen 9         | +10, +13, +16, +19, +30     | -13, -16 , -19 ... | +13, +16, +19 ...                        |
| Solo 6          | +12, +15, +18               | -15, -18, -21 ...  | +10, +12, +14 ...                        |
| Samen 10        | +13, +16, +19, +30          | -16 , -19, -22 ... | +16, +19, +22 ...                        |
| Solo 7          | +15, +18                    | -18, -21, -24 ...  | +12, +14, +16 ...                        |
| Samen 11        | +16, +19, +30               | -19, -22, -25 ...  | +19, +22, +25 ...                        |
| Kleine miserie  | +18                         | -18                | +12 (+18 indien meer dan een mislukking) |
| Samen 12        | +19, +30                    | -22, -25, -28 ...  | +22, +25, +28 ...                        |
| Solo 8          | +21                         | -24, -27, -30 ...  | +16, +18, +20 ...                        |
| Piccolo         | +24                         | -24                | +16 (+24 indien meer dan een mislukking) |
| Samen 13        | +30                         | -30                | +30                                      |
| Abondance 9     | +32                         | -32                | +21                                      |
| Troel           | 16 (30 indien dubbel)       | 0                  | +16                                      |
| Grote miserie   | +36                         | -36                | +24 (+36 indien meer dan een mislukking) |
| Abondance 10    | +42                         | -42                | +25                                      |
| Abondance 11    | +60                         | -60                | +27                                      |
| Blote miserie   | +75                         | -75                | +32 (+48 indien meer dan een mislukking) |
| kleine soloslim | +100                        | -100               | +33                                      |
| Grote soloslim  | +200                        | -200               | +66                                      |